# Бим-Бом

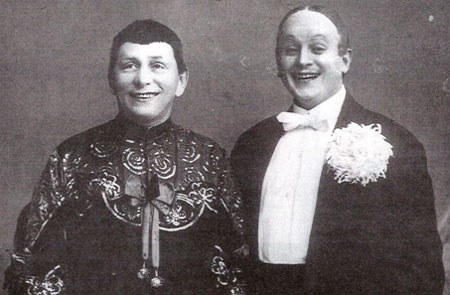
Бим (И. Радунский) слева и Бом (М. Станевский)

Бим-Бом — русский и советский клоунский дуэт артистов Ивана Радунского (Бим) и Феликса Кортези (Бом). Дуэт просуществовал с перерывами с 1891 до 1946 года с различными партнёрами Радунского.
Партнёрами Радунского в разное время были: Ф. Кортези (1891—1897), М. А. Станевский (1901—1920), Н. И. Вильтзак (1925—1936), А. П. Камский (1936—1946).
Псевдонимы Бим и Бом артисты приняли в 1891 году. Их номера состояли из злободневных комедийных диалогов и комических сценок, перемежавшихся игрой на музыкально-эксцентрических инструментах. Исполнялись как популярные народные мелодии, так и музыка классического репертуара. В ходе номера выполнялись музыкально-акробатические трюки: не прекращая игру на музыкальном инструменте, артисты взбирались на плечи друг друга, перекатывались через спины, выполняли акробатические прыжки.
Бим-Бом заняли положение премьеров в Петербургском цирке Г. Чинизелли, московском цирке А. Саламонского и других цирках.
Дуэт гастролировал в Париже, Берлине, Праге, Будапеште.
Дуэт своим успехом вызвал волну подражателей: Биб-Боб, Рим-Ром и др. Известно также, что под их именем в одном из московских цирков выступали некие самозванцы (настоящие артисты  в это время находились с гастролями на Кавказе и в Крыму; факт нашёл отражение в стихотворении Владимира Маяковского «Газетный день»).

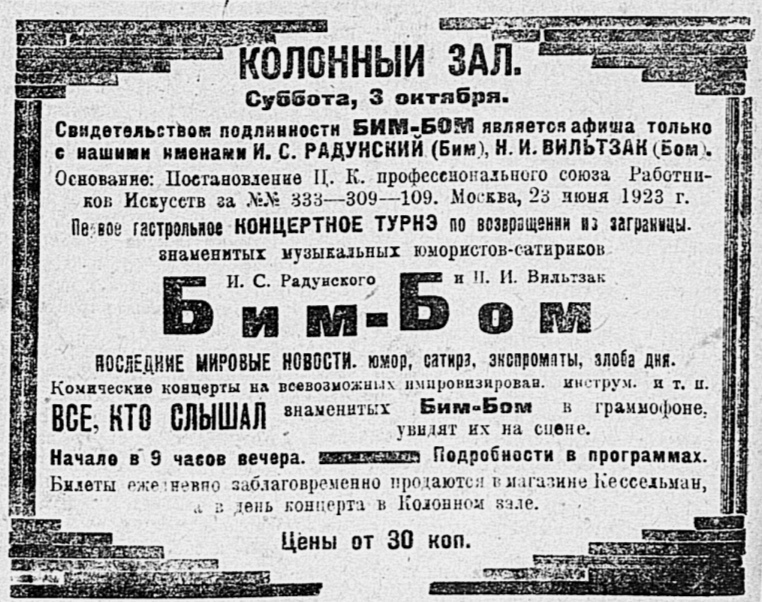
Газета Рабочий клич №223-225 1925 г. Гастроли в Рязани

## Память
В честь Бима и Бома был назван созданный в 1980 году ансамбль пародии и эксцентрики «Бим-Бом», о чём на одном из концертов сообщил участник этого коллектива Александр Калинин. Впоследствии он и ещё трое участников этого ансамбля — Вадим Сорокин, Александр Озеров и Гия Гагуа — образовали собственную пародийную группу «Экс-ББ».